# Émile-Jules Grillot de Givry
Émile-Jules Grillot de Givry (ou Émile-Angelo Grillot de Givry) (né le 5 août 1874 à Paris et mort le 16 février 1929) est un homme de lettres et occultiste français, connu pour avoir traduit en français l’œuvre de Paracelse.

## Biographie
Issu d'une vieille famille bourguignonne, il fait ses études à Paris« chez les jésuites de la rue de Vaugirard ». Il étudie les langues orientales avant de s'intéresser à l'hermétisme chrétien.
Ce serait à la lecture de Là-bas de Joris-Karl Huysmans dont il devient l'ami, qu'Émile-Jules Grillot de Givry se passionne pour l'occultisme. Il commence par traduire d'importants textes ésotériques, s'initie à l'occultisme et adhère à la franc-maçonnerie, adepte du rite de Memphis et Misraïm dont son ami le Dr Gérard Encausse (Papus) était devenu grand-maître.

Mais pour le journaliste et écrivain Jean Reyor, cette adhésion à la franc-maçonnerie n’aurait pas été effective. Celui-ci écrit, dans la revue Études Traditionnelles, à l’occasion de la réédition de l’ouvrage Lourdes, ville initiatique : 

« Ce qui est certain, par contre,c’est que dès sa 23e année au plus tard, Grillot de Givry participe de façon importante, par des traductions, à la Bibliothèque Rosicrucienne financée par René  Philipon (Jean Tabris) et qui paraissait sous les auspices de l'Ordre Maçonnique de Misraïm. Cependant, Grillot de Givry n’appartenait pas non plus à cet Ordre Maçonnique : des dédicaces, à lui adressées et que nous avons eues sous les yeux, auraient été rédigées autrement qu’elles ne le sont s’il avait été un "Frère", comme les autres collaborateurs de la collection, »

.
Jean Reyor rappelle ensuite que Grillot était un catholique pratiquant. Dès lors, selon lui, ce dernier n’a probablement jamais adhéré à la franc-maçonnerie, soucieux d’éviter le risque d’excommunication.
Grillot de Givry rencontre René Philipon pour qui il fait plusieurs traductions dans la Bibliothèque Rosicrucienne d'Henri Chacornac, père de Paul Chacornac, éditeurs parisiens propriétaires des Éditions traditionnelles.
Grillot de Givry collabore à la revue Le Voile d'Isis et devient l'ami de Léon Bloy et de René Guénon et traduit des anciens textes perdus du Corpus Hermeticum : Nicolas Flamel, Basile Valentin, Dom Pernety.
Les « préceptes maçonniques » ou « code maçonnique » lui ont été attribués à tort dans la mesure où il est possible de les lire dans le Journal historique et littéraire de 1839.

## Travaux

### Comme auteur
- Aphorismes basiliens : ou Canons hermétiques de l'esprit et de l'âme comme aussi du corps mitoyen du grand et petit monde, Paris, Chacornac, 1901, 1re éd., 8 p. (lire en ligne).
- Lourdes, ville initiatique, Paris, Éditions Chacornac, 1902, 1re éd., 372 p. (lire en ligne), réédité chez le même éditeur en 1959, 214 p ;  puis chez Archè, 2009, 448 pages,  (ISBN 9788872522929) .
- Le grand œuvre : XII méditations sur la voie ésotérique de l'Absolu, Paris, Bibliothèque Chacornac, 1907, 1re éd., 94 p. (lire en ligne).
- Le Christ et la patrie, Paris, Bibliothèque Chacornac, 1911, 1re éd., 331 p. (lire en ligne).
- Anthologie de l’occultisme, Paris, Éd. De la Sirène, 1922.
- André Bourrier, Grillot de Givry, Han Ryner, La vérité sur le supplice de Jeanne d'Arc, victime de l'Église : la Pucelle a-t-elle été brûlée ? S'est-elle échappée et mariée, Conflans-Sainte-Honorine, L'Idée libre, 1925, 1re éd., 16 p. (lire en ligne).
- Musée des sorciers, mages et alchimistes, Imp. De Compiègne, Librairie de France, 1929, 1re éd..

### Comme traducteur
- (la) Guillaume Postel (1510-1581) (trad. Émile-Jules Grillot de Givry), Absconditorum clavis : traduit du latin pour la première fois, Paris, Bibliothèque Chacornac, 1899, 100 p. (lire en ligne).
- (it) Savonarole (trad. Émile-Jules Grillot de Givry), Traité des sept grades de la perfection, Paris, Bibliothèque Chacornac, 1901, 16 p..
- (la) Paracelse (trad. Émile-Jules Grillot de Givry), Œuvres complètes, vol. 1, Paris, Chacornac, 1913.
- (la) Paracelse (trad. Émile-Jules Grillot de Givry), Œuvres complètes, vol. 2, Paris, Chacornac, 1914.
- Chapitre IV de la 1re partie du Traité apologétique défendant l'intégrité de la société des Rose-Croix de Robert Fludd, in Anthologie de l'occultisme, éditions de la Sirène, Paris, 1922 pp. 329-332.
- (en) Jean Dee (trad. Émile-Jules Grillot de Givry), La Monade hiéroglyphique, Paris, Bibliothèque Chacornac, 1925, 62 p..
- (de) Bernhard Marr (trad. Émile-Jules Grillot de Givry), La Kabbale de Jacques Casanova, Éditions de la Sirène, 1926.